# Perda de peso
A perda de peso, no contexto da medicina, saúde ou aptidão física, refere-se a uma redução da massa corporal total, por uma perda média de líquido, gordura corporal (tecido adiposo) ou massa magra (nomeadamente depósitos minerais ósseos, músculo, tendão e outros tecidos conjuntivos). A perda de peso pode ocorrer involuntariamente devido à desnutrição ou a uma doença subjacente, ou a partir de um esforço consciente para melhorar um estado real ou percebido de sobrepeso ou obesidade. A perda de peso "inexplicável" que não é causada pela redução na ingestão calórica ou exercício é chamada de caquexia e pode ser um sintoma de uma condição médica grave. A perda de peso intencional é comumente referida como emagrecimento.

## Mitos
Algumas crenças populares ligadas à perda de peso demonstraram ter menos efeito na perda de peso do que se acredita ou são ativamente insalubres. De acordo com a Harvard Health, a ideia de que a taxa metabólica é a "chave para o peso" é "parte verdade e parte mito", pois embora o metabolismo afete a perda de peso, forças externas, como dieta e exercício, têm um efeito igual. Eles também comentaram que a ideia de mudar a taxa de metabolismo de uma pessoa está em debate. Planos de dieta em revistas de fitness também são frequentemente considerados eficazes, mas podem realmente ser prejudiciais, limitando a ingestão diária de calorias e nutrientes importantes que podem ser prejudiciais dependendo da pessoa e são até capazes de afastar os indivíduos da perda de peso.

## Efeitos na saúde
A obesidade aumenta os riscos à saúde, incluindo diabetes, câncer, doenças cardiovasculares, pressão alta e doença hepática gordurosa não alcoólica, para citar alguns. A redução da obesidade reduz esses riscos. Uma perda de 1 kg de peso corporal foi associada a uma queda de aproximadamente 1 mmHg na pressão arterial. A perda de peso intencional está associada a melhorias no desempenho cognitivo em indivíduos com sobrepeso e obesos.